# 中山惠子
中山惠子(なかやまけいこ，1959年 - )は日本の経済学者．専門は計量経済学，環境経済学，文化経済学．名古屋市立大学，京都学園大学を経て，現在，中京大学経済学部教授，中京大学大学院人文社会科学研究科長．

## 人物・経歴
名古屋市千種区生まれ．1982年3月に名古屋市立大学を卒業．1987年に名古屋市立大学大学院経済学研究科博士後期課程を単位取得退学．その後博士論文を提出し，2000年に名古屋市立大学より博士(経済学)の学位を取得．
1988年4月から1990年3月まで名古屋市立大学経済学部助手，1990年4月から1991年3月まで京都学園大学 経済学部専任講師，1991年4月から1993年6月まで中京大学経済学部専任講師，1993年6月から2000年2月まで中京大学経済学部助教授を務め， 2000年3月から中京大学経済学部教授．専門は計量経済学，環境経済学，文化経済学．
現在の学会活動は以下の通り．日本応用経済学会 理事(2000年4月から)．日本地域学会理事(2000年4月から)，日本港湾経済学会中部部会理事( 2013年3月から)．  所属学会は，環太平洋産業連関分析学会，日本応用経済学会，日本港湾学会中部部会，日本観光学会，生活経済学会，Regional Science Association International，日本地域学会． 
現在の行政関係の委員は以下の通り．中小企業特別労働相談員(2000年4月から)，名古屋港管理組合情報公開審査会委員(2005年4月から)，名古屋港管理組合個人情報保護審議会委員(2006年4月から)， 愛知地方労働審議会港湾労働部会委員(2007年11月から)，愛知県環境審議会廃棄物部会専門委員(2012年11月から)，名古屋港管理組合行政不服審査会委員(2016年4月から)，名古屋市特別職報酬等審議会委員(2016年11月から)，愛知県国民健康保険運営協議会委員(2017年4月から)，愛知県環境影響評価審査会委員( 2017年4月から)，西尾市産廃処理建設計画影響調査研究会委員(2017年8月から)，東海財務局国有財産東海地方審議会委員(2017年10月から)， 豊田市上下水道事業審議会委員(2019年7月から)，愛知労働局公共調達監視委員(2020年10月から，愛知県開発審査会委員(2022年4月から)，愛知県環境審議会委員(2022年11月から)． 

## 著作
- Nakayama Keiko, Eigenvalue Problem and Nonlinear Programming Problem: For Economic Studies (New Frontiers in Regional Science: Asian Perspectives, 70), Springer, 2024年5月21日,  (ISBN: 9819929423)[3].
- Nakayama Keiko, A Forest Environment Tax Scheme in Japan: toward Water Source Cultivation, 2022年3月3日, (ISBN: 9789811693519)
- 中山惠子，『わが国の森林環境税 : 恒久的な水源涵養の保全に向けて 』，勁草書房，2021年2月，(ISBN: 9784326549689)
- Matsumoto Akio, Nakayama Keiko, Okamura Makoto, and  Szidarovszky Ferenc, Environmental economics and computable general equilibrium analysis, 2020年7月, (ISBN: 9789811539695)
- Nakayama Keiko, Shirai Masatoshi, and Matsumoto Akio, Theoretical and Empirical Analysis in Environmental Economics, Springer, 2019年5月17日, (ISBN: 9789811323621)
- 中山惠子・白井正敏・松本昭夫，『公共経済学研究Ⅶ』，中京大学経済学部附属経済研究所研究叢書第25輯，勁草書房，2018年2月，(ISBN: 4326502045)
- 白井正敏・山田光男・中山惠子，『ミクロ経済学の考え方』，八千代出版，2012年1月，(ISBN: 9784842915593)

## 受賞
- 2021年第20回著作賞, 『我が国の森林環境税―恒久的な水源涵養の保全に向けて―』 勁草書房，日本地域学会
- 2018年12月，厚生労働省労働基準局長賞，厚生労働省
- 2016年11月，愛知労働局長賞，厚生労働省
- 2011年12月，Certificate of Best Paper Award, Cumulative Damage Models with Replacement Last, Chairs of ASEA/BSBT/CA/(CES)3/DRBC/DTA/EL/FGCN/GDC/MulGraB,  Xufeng Zhao, Keiko Nakayama, Souji Nakamura
- 2004年第3回著作賞, 『投入産出分析と最適制御の環境保全への応用』 勁草書房，日本地域学会
- 1997年11月，第5回情報教育方法研究発表会奨励賞, 主体行動理論入門のためのCAIシステム，社団法人私立大学情報教育協会，木村吉男，近藤仁，中山惠子